# Phoxocephalopsis mehuinensis
Phoxocephalopsis mehuinensis is een vlokreeftensoort uit de familie van de Phoxocephalopsidae. De wetenschappelijke naam van de soort is voor het eerst geldig gepubliceerd in 1983 door Varela.